# Winter Wonderland (singel Shinee)
„Winter Wonderland” – czternasty japoński singel południowokoreańskiej grupy SHINee, wydany 21 grudnia 2016 roku. Osiągnął 2 pozycję w rankingu Oricon i pozostał na liście przez 4 tygodnie, sprzedał się w nakładzie 96 412 egzemplarzy. Singel zdobył status złotej płyty.
Singel został wydany w dwóch wersjach: regularnej i limitowanej (CD+DVD). Oficjalny japoński fanclub "SHINee WORLD J" sprzedawał dodatkowo pięć wersji w ograniczonej ilości.

## Lista utworów
| CD  |                                                   |                                                   |                                                   |      |
| Nr  | Tytuł                                             | Słowa                                             | Muzyka                                            | Czas |
| 1.  | "Winter Wonderland"                               | Hidenori Tanaka                                   | Erik Lidbom, Takarot                              | 4:08 |
| 2.  | "Melody"                                          | Amon Hayashi                                      | Didrik Thott, Peter Boyes, Josef Melin            | 4:14 |
| DVD |                                                   |                                                   |                                                   |      |
| Nr  | Tytuł                                             | Tytuł                                             | Tytuł                                             | Czas |
| 1.  | "Winter Wonderland" (Music Video)                 | "Winter Wonderland" (Music Video)                 | "Winter Wonderland" (Music Video)                 |      |
| 2.  | "Winter Wonderland" (Music Video Shooting Sketch) | "Winter Wonderland" (Music Video Shooting Sketch) | "Winter Wonderland" (Music Video Shooting Sketch) |      |

## Notowania
| Lista                             | Pozycja |
| --------------------------------- | ------- |
| Oricon Weekly Chart               | 2       |
| Billboard Japan Top Singles Sales | 2       |
| Billboard Japan Hot 100           | 3       |